# La Chapelle-Neuve (Côtes-d’Armor)
La Chapelle-Neuve település Franciaországban, Côtes-d’Armor megyében. Lakosainak száma 403 fő (2022. január 1.). La Chapelle-Neuve Calanhel, Callac, Loguivy-Plougras, Lohuec és Plougonver községekkel határos.

## Népesség
A település népességének változása:
| Lakosok száma | 798  | 527  | 442  | 421  | 437  | 421  | 388  | 386  | 384  | 403  |
|               | 1968 | 1982 | 1990 | 2006 | 2013 | 2015 | 2017 | 2019 | 2020 | 2022 |